# Masa pomenirii (Chipeșca)
Masa pomenirii este un monument amplasat în Chipeșca, raionul Șoldănești, Republica Moldova. Este un monument de artă de importanță națională inclus în Registrul monumentelor Republicii Moldova ocrotite de stat cu nr. 2855 (raionul Șoldănești). Datează de la înc. sec. XX.